# Герб Сибая
Герб городского округа «Город Сиба́й» Республики Башкортостан Российской Федерации.

## Описание
Прямоугольное полотнище с соотношением ширины к длине 2:3, состоящее из трёх горизонтальных полос: верхней синего цвета, средней белого цвета (каждая шириной 1/5 ширины полотнища) и нижней зелёного цвета (зелёная полоса переходит в белую с башкирским орнаментом, подобным чередующимся росткам в три листа и малым остриям); в центре зелёной полосы бегущая к древку куница жёлтого цвета.

## Вариант 1980 года

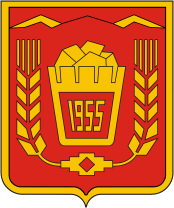
Герб Сибая, вариант 1980 года

В центре герба изображён ковш, наполненный породой, символизирующий месторождение сибайской меди, вверху герба — горы, остальную его часть занимают колосья пшеницы, объединённые элементом башкирского орнамента. Автор герба — А. Набиев.

## Вариант 2002 года

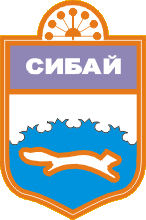
Герб Сибая, вариант 2002 года

Герб Сибая содержал в центре изображение бегущей куницы и национального орнамента. Сверху щит украшен элементом национального герба — соцветием курая. Это герб мало отличается от современного.